# Norman Mailer
Norman Kingsley Mailer, właśc. Nachum Molech Mailer (ur. 31 stycznia 1923 w Long Branch, zm. 10 listopada 2007 w Nowym Jorku) – amerykański powieściopisarz, eseista, dziennikarz, scenarzysta i reżyser filmowy, dwukrotny laureat Nagrody Pulitzera.
W swoich utworach często podejmował aktualną problematykę (twórczość o charakterze reportażowym i publicystycznym), krytykował współczesne amerykańskie społeczeństwo i jego obyczaje.

## Życiorys
Dorastał i wychowywał się w Brooklynie w (jak sam mawiał) typowej żydowskiej rodzinie. Ojciec był księgowym, a matka wraz z wujkiem prowadziła małe przedsiębiorstwo transportowe. Jako chłopiec, przejawiał skłonność do fantazjowania, a w wieku 9 lat napisał 250-stronicową powieść zatytułowaną Inwazja z Marsa. W 1939 w wieku 16 lat jako pracowity i ambitny uczeń dostał się na studia w Harvardzie, gdzie wygrał konkurs literacki dla studentów, organizowany przez magazyn Story.
W połowie II wojny światowej ukończył studia, po czym został powołany do służby w armii Stanów Zjednoczonych. Służył na Pacyfiku. Po wojnie studiował na Sorbonie w Paryżu, a po 15 miesiącach zakończył pisanie pierwszej poważnej powieści o charakterze antymilitarystycznym Nadzy i martwi (1948), opartej na własnych przeżyciach wojennych na Filipinach, cieszącej się niebywałą popularnością, czyniącej z niego gwiazdę literatury w wieku zaledwie 25 lat.
Młody pisarz spędził rok w Hollywood, lecz wkrótce rozczarował się przemysłem filmowym i zwrócił się ku polityce. Wrócił do Nowego Jorku i zamieszkał w Greenwich Village. Kolejne dwie powieści skupiały się wokół napięć spowodowanych przez senatora McCarthy’ego. Były to Barbary Shore (1951) osadzona w realiach Brooklynu, oraz The Deer Park (1955), opowieść o życiu w Hollywood. Obie nie zostały ciepło przyjęte przez krytykę i sprzedawały się w niewielkich nakładach. W późnych latach pięćdziesiątych pojawiał się przeważnie na łamach prasy jako felietonista, poruszając tematy seksu, narkotyków i przemocy. W artykule z 1957 zatytułowanym Biały Murzyn wykazywał podobieństwa pomiędzy problemami nienawiści rasowej w Ameryce a wyobcowaniem przedstawicieli ruchu beatników.
Część najbardziej kontrowersyjnych artykułów z lat pięćdziesiątych ukazała się w zbiorze Advertisements for Myself (1959). W tym samym czasie został współzałożycielem gazety The Village Voice. Im bardziej jego artykuły stawały się zapalczywe, tym bardziej burzliwe było jego życie emocjonalne i prywatne, zaś fascynacja alkoholem, narkotykami i przemocą miała tragiczny finał w 1960, kiedy po całonocnym przyjęciu pchnął nożem swoją żonę, Adelę Morales, która nie wniosła jednak pozwu do sądu i oddalono zarzuty. Wkrótce jednak małżeństwo się rozpadło.
W lipcu 1960 sądzony za bijatykę po pijanemu, a w listopadzie tegoż roku za awanturnicze zachowanie w klubie na Broadwayu (w czasie pijackiej szamotaniny z Ripem Tornem odgryzł mu niemal całe ucho).
21 listopada 1961 na wiecu wystąpił z wulgarnymi wyzwiskami pod adresem rządu amerykańskiego.
W 1967 aresztowany za udział w manifestacji przeciwko wojnie w Wietnamie, co potem opisał w powieści Armies of the Night (1968), za którą otrzymał Nagrodę Pulitzera. Jego polityczne zaangażowanie zaowocowało kandydowaniem na burmistrza Nowego Jorku w 1969.
Wydany w 1971 The Prisoner of Sex wywołał konflikt z pisarkami rodzącego się ruchu feministycznego.
W poł. lat siedemdziesiątych wielu krytyków mówiło o nim jako o pisarzu, którego lata świetności dawno minęły. Jednak w końcu dekady wydał błyskotliwą powieść The Executioner's Song (1979), gdzie zrelacjonował życie Gary’ego Gilmore’a, skazanego za morderstwo na karę śmierci. Pomimo silnego osadzenia w faktach, książkę uznano za fikcję literacką i w tej kategorii otrzymał drugą Nagrodę Pulitzera.
Napisał biografie Marilyn Monroe pt. Marilyn. A Biography (1973), Lee Harveya Oswalda, Gary’ego Gilmore’a, Pabla Picassa, Muhammada Alego.
Kolejna powieść Ancient Evenings, była jeszcze większym zaskoczeniem dla współczesnej mu krytyki, bowiem akcja została osadzona w starożytnym Egipcie, u początku istnienia państwa.
W 1984 nakręcił film Tough Guys Don't Dance według własnego scenariusza. Zasiadał w jury konkursu głównego na 40. MFF w Cannes (1987).
W 1998 ukazał się duży zbiór jego dzieł zatytułowany The Time of Our Time. W wieku 81 lat opublikował esej o sztuce pisania pt. The Spooky Art. U schyłku życia, mając za sobą sześć małżeństw, cztery filmy i ponad 40 książek, jawiący się dotychczas jako postać kontrowersyjna, zamieszkał w spokojnym miasteczku Provincetown.
W 1983, w uznaniu zasług dla literatury światowej został odznaczony francuską Komandorią Orderu Sztuki i Literatury, a 3 marca 2006 Legią Honorową V klasy.
Zmarł w szpitalu na Manhattanie (ostra niewydolność nerek).
W 2007 otrzymał pośmiertnie (jako pierwszy) Bad Sex in Fiction Award.

## Twórczość

### Proza
- Nadzy i martwi (The Naked and the Dead 1948;, wyd pol. 1957)
- Brzeg barbarzyńców (Barbary Shore 1951; wyd. pol. )
- Jeleni Park (The Deer Park 1955; wyd. pol. 1992)
- Biały Murzyn (The White Negro 1957)
- Advertisements for Myself (1959)
- The Presidential Papers (1963)
- Amerykańskie marzenie (An American Dream 1964; wyd. pol. 1992)
- Cannibals and Christians (1966)
- Why are we in Vietnam? (1967)
- Armie nocy (The Armies of the Night 1968)
- Miami and the Siege of Chicago (1969)
- Na podbój Księżyca (A Fire on the Moon 1970; wyd. pol. 1978)
- W niewoli seksu (The Prisoner of Sex 1971)
- Maidstone (1971)
- Existential Errands (1972)
- St. George and the Godfather (1972)
- Marilyn (1973)
- The Fight (1975)
- Some Honourable Men (1976)
- Genius and Lust (1976)
- The Transit of Narcissus (1978)
- Pieśń kata (The Executioner’s Song 1979; wyd. pol. 1992)
- Of Women and Their Elegance (1980)
- Of a Small and Modest Malignancy (1980)
- Pieces and Pontifications (1982)
- Starożytne wieczory (Ancient Evenings 1983; wyd. pol. 1995)
- Twardziele nie tańczą (Tough Guys Don’t Dance 1983)
- Harlot’s Ghost (1991); Duch Harlota
- Portrait of Picasso As a Young Man (1996)
- Opowieść Oswalda (Oswald’s Tale 1996; wyd. pol. 2001)
- Ewangelia według syna (The Gospel According to the Son 1997; wyd. pol. 1998)
- The Time of Our Time (1998)
- Widmo Hitlera (The Castle in the Forest 2007)

### Wiersze
- Death for the Ladies (And Other Disasters) (1962)

## Filmografia
- The Naked and the Dead (1958): występują: Joey Bishop, Cliff Robertson, Aldo Ray, Raymond Massey. Reżyseria Raoul Walsh
- An American Dream (1966): Występują: Janet Leigh, Eleanor Parker, Stuart Whitman. Reżyseria: Robert Gist
- Beyond the Law (1968): Występują: Beverly Bentley, Norman Mailer, George Plimpton, Rip Torn, Jose Torres. Reżyseria Norman Mailer
- Maidstone (1969): Występują: Beverly Bentley, Rip Torn. Reżyseria Norman Mailer
- Wild 90 (1969): Występują: Buzz Farber, Mickey Knox, Norman Mailer. Reżyseria Norman Mailer
- Ragtime (1981): Występują: James Cagney, Brad Dourif, Moses Gunn, Samuel L. Jackson, Norman Mailer, Elizabeth McGovern, Mary Steenburgen. Reżyseria Miloš Forman
- Tough Guys Don’t Dance (1987): Występują: John Bedford Lloyd, Wings Hauser, Ryan O’Neal, Isabella Rossellini. Reżyseria Norman Mailer
- King Lear (1987): Występują: Woody Allen, Burgess Meredith, Molly Ringwald, Peter Sellars, Quentin Tarantino. Zdjęcia: Norman Mailer. Reżyseria Jean-Luc Godard
- Ringside (1997): Występują: Brendan Fraser, Anthony Quinn, Paul Sorvino. Reżyseria Norman Mailer